# Tecnam P2008
Tecnam P2008 je dvosedežno visokokrilno lahko športno letalo italijanskega proizvajalca Tecnam. Letalo so razvili za ameriški trg, predstavili so ga na letalskem mitingu AERO Friedrichshafen 2009. P2008 je prvo Tecnamovo letalo s široko uporabo kompozitnih materialov.
Poganja ga 100 konjski protibatni motor Rotax 912S, ki uporablja za gorivo avtomobilski bencin. 
Podobni letali sta Tecnam P92 in Tecnam P2004 Bravo.

## Specifikacije
Podatki iz Jane's All the World's Aircraft 2011/12
Splošne značilnosti
- Število sedežev: 2
- Dolžina: 6,93 m (22 ft 9 in)
- Razpon kril: 8,80 m (28 ft 10 in)
- Višina: 2,46 m (8 ft 1 in)
- Površina kril: 11,50 m2 (123,8 sq ft)
- Vitkost: 6,7
- Aeroprofil: NACA 63A
- Teža praznega letala: 354 kg (780 lb)
- Maks. vzletna teža: 600 kg (1.323 lb)
- Kapaciteta goriva: 110 L (24,2 Imp. gal, 29,0 am. gal)
- Pogon letala: 1 × Rotax 912S štiritaktni protibatni motor, 73,5 kW (98,6 hp)
- Propelerji: št. lopatic: 2 Tonini GT s fiksnim vpadnim kotom

Zmogljivost
- Potovalna hitrost: 215 km/h (134 mph; 116 kn) ekonomična, 65% moč na višini 2286 m (7500 ft)
- Hitrost pri porušitvi vzgona: 73 km/h (45 mph; 39 kn) s spuščenimi zakrilci
- Doseg: 1.277 km (793 mi; 690 nmi)
- Višina leta: 4.265 m (13.993 ft)
- g-omejitev: +4/-2
- Hitrost vzpenjanja: 5,85 m/s (1.152 ft/min) na nivoju morja

Letalska elektronika

- dvozaslonski EFIS